# بروسيا
بروسيا (بالألمانية: Preußen ، بالبروسية القديمة: Prūsa، نقحرة: پغوسا) هو اسم كان يطلق بالأصل على المقاطعة الألمانية التي أطلق عليها لاحقاً اسم «بروسيا الشرقية». سميت المنطقة على اسم السكان الأصليين البروسيين ذوي الأصول البلطيقية. أصبحت منذ عام 1225 مركز دولة فرسان الرهبنة الألمانية (بالألمانية: Deutschordensstaat)، ثم قسمت إلى جزئين، أحدهما بدءاً من عام 1466 كبروسيا الملكية تحت سلطة التاج البولوني، والآخر منذ 1525 كإمارة بروسيا بعد علمنة ما تبقى من دولة الفرسان. في عام 1618 ألحقت إمارة بروسيا بإمارة براندنبورغ الانتخابية.
حكم براندنبورغ التي تأسست عام 1157 سلالة الهوهنتسلرن منذ سنة 1415. شملت أراضي براندنبورغ لدى اعتلاء الملك فريدريش العرش، إضافة إلى إمارة براندنبورغ الانتخابية وإمارة بروسيا، بوميرانيا القصوى، ماغدبورغ، ميندن-رافنسبورغ، إمارة مارك وإمارة كليفه.
اتسع نطاق التسمية ليشمل اسم بروسيا كافة أنحاء دولة براندنبورغ بعد أن نالت أسرة الهوهنتسلرن صفة المَلَكية لإمارة بروسيا عام 1701 وخلال هذه الفترة شهد اسم بروسيا تحولا جذريا بعد تنصيب الأمير الناخب فريدريش الثالث ملكا على عرش المملكة في بروسيا كفريدريش الأول وارتقت مملكة بروسيا إلى مرتبة قوة أوروبية عظمى، أزاحت مملكة النمسا القيصرية عن قيادة الدول الألمانية وأسست عام 1871 الإمبراطورية القيصرية الألمانية، التي أصبحت بروسيا العضو الاتحادي المسيطر فيها.
تحولت بروسيا بعد انهيار الملكية في ثورة تشرين الثاني 1918 إلى جمهورية ما لبثت الحكومة الإمبراطورية أن أسقطتها في ما عرف بضربة بروسيا سنة 1932. ثم جاءت نهاية بروسيا على يد الحلفاء بعد انتهاء الحرب العالمية الثانية، حين أمر مجلس قوات الاحتلال المتحالفة سنة 1947 بحل الدولة البروسية. إلا أن تاريخ بروسيا شكل أرضية تقليدية لجمهورية ألمانيا الاتحادية المؤسسة سنة 1949. تتقاسم ألمانيا اليوم أراضي بروسيا (لعام 1871) مع ست دول أخرى من فرنسا إلى روسيا.
يُستخدم اسم «بروسيا» اليوم للدلالات التاريخية، الثقافية، أو الجغرافية، فقط. يؤمن بعض الناس أن بعض «القيم البروسية» المحددة كانت جزءًا من الأسباب التي أدت لنهوض دولتهم وبروزها كقوة عظمى، ومثال ذلك: التنظيم المثالي، الانضباط، التضحية، الدور الفعّال للقانون، الخضوع للسلطات، الموثوقية، الصبر والجلد، الصدق، التدبير، الانتظام، التواضع، والاجتهاد.

## براندنبورغ - بروسيا: (1618–1701)

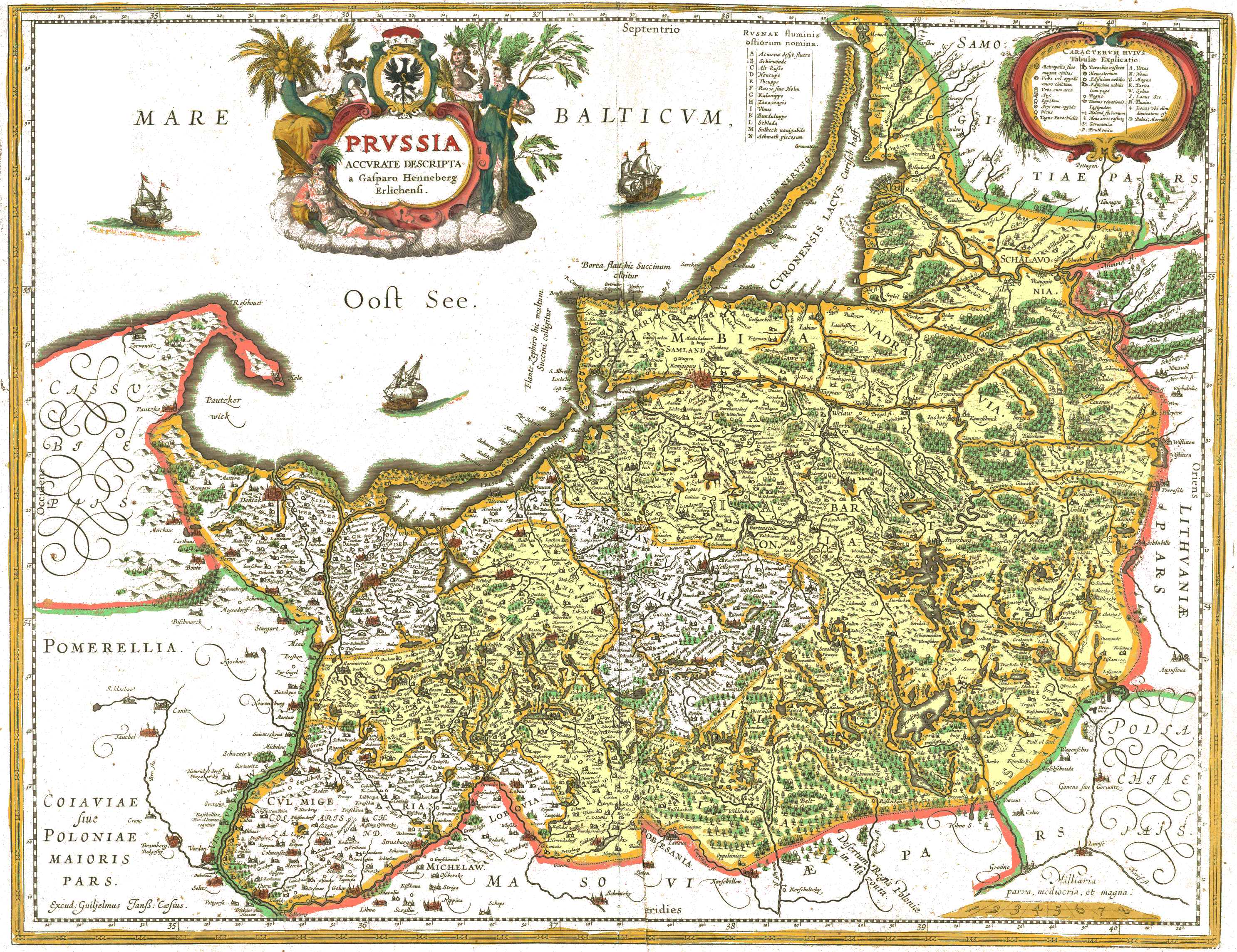
بروسيا عام 1576 قبل الاندماج مع براندنبورغ.

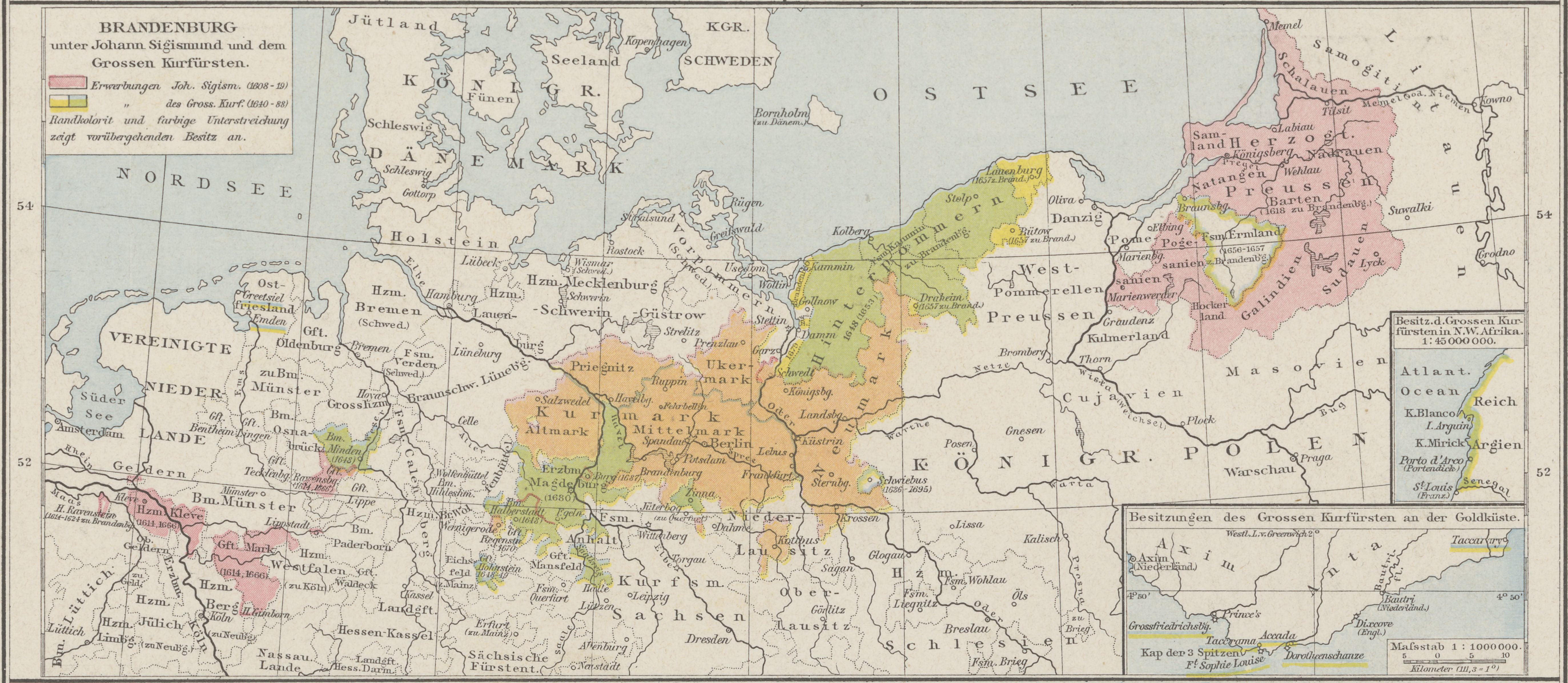
برتقالي = براندنبورغ قبل 1608
أحمر = مكاسب 1608-1619
أخضر وأصفر = مكاسب 1640-1688

ورث الأمراء الناخبون ودوقات الأقاليم الحدودية (بالألمانية: Mark) الهوهنتسلريون في براندنبورغ سنة 1618 السلالة الدوقية - البروسية لأسرتهم بعد أن تلاشت. فحكموا منذ ذلك الحين كلا البلدين في اتحاد شخصي كانوا فيه تابعين لكل من القيصر الألماني وملك بولندا. ولكن الاتحاد بين البلدين لم يتم إلا بعد انتهاء حرب الثلاثين سنة حين نجح الأمير الناخب فريدريش فيلهلم بجمعهما على نحو فعال. إلا أن وصف «براندينبرغ - بروسيا» لم يستخدم بصورة منتظمة في الفترة الانتقالية من 1618 ولغاية إقامة مملكة بروسيا في العام 1701، وكذلك في إطار الاستمرارية من الإمارة الانتخابية براندنبورغ إلى مملكة بروسيا.

### حرب الثلاثين سنة: (1618–1648)
بقيت براندنبورغ - بروسيا لغاية سنة 1626 بمنأى عن حرب الثلاثين سنة. في الثالث من نيسان 1625 اندلعت الحرب الدانماركية - السكسونية السفلى، التي تحالفت فيها الدانمارك مع إنكلترا وهولندا ضد الجامعة الكاثوليكية. وبعد هزيمة الجيش الدانماركي في معركة دساو فتحت كافة مناطق الشمال الألماني أمام القوات القيصرية الألمانية. وهكذا أجبر الأمير الناخب على على فتح البلاد أمام القوات القيصرية. أحكمت القوات الكاثوليكية سيطرتها على الإقليم الحدودي، بينما فر الأمير الناخب إلى بروسيا الواقعة خارج سيادة الإمبراطورية الألمانية.
في 6 تموز 1630 هبط الملك السويدي غوستاف أدولف مع 13،000 من جنوده على سواحل جزيرة أوزدم. وبدأت بذلك مرحلة جديدة في حرب الثلاثين سنة. أرغم الأمير الناخب على عقد تحالف مع السويد عندما دخلت القوات السويدية براندنبورغ في ربيع 1631. لكن التحالف البروتستانتي تفتت بعد أن لحقت بالقوات السويدية شر هزيمة في معركة نوردلينغن في 6 أيلول 1634. عقدت براندنبورغ تحالفا جديدا مع القيصر. وتنقلت الإمارة الحدودية الانتخابية بالتناوب بين احتلال العدو، و«الصديق». ما دعى الأمير الناخب جورج فيلهلم للانتقال ثانية إلى بروسيا، حيث توفي في الأول من كانون الأول سنة 1640 في كونيغسبرغ.
خلف الأمير الناخب ابنه فريدريش فيلهلم على عرش براندنبورغ - بروسيا. وكان هدفه الأولي في السياسة الأميرية يتمثل بإحلال السلام في البلاد. فحاول الأمير الناخب تحقيق ذلك عبر صلح مع السويد بدأ العمل به اعتبارا من 24 تموز 1641 لمدة سنتين. ونجح البراندنبورغيون تحيق اتفاق عبر المفاوضات مع المستشار السويدي أكسيل أوكنستيرنا في 28 أيار 1643، لعقد معاهدة يتم لإعادة السيادة على كامل البلاد للإمارة الانتخابية. إلا أن براندنبورغ بقيت حتى صلح وستفاليا 1648 تحت الاحتلال السويدي. وفي صلح وستفاليا حصلت براندنبورغ - بروسيا على بوميرانيا القصوى، والحق بالسيادة على مغدبورغ (التنفيذ في 1680) وإقطاعية هالبرشتادت العليا وإمارة ميندن بما يعادل مجموع مساحته حوالي 20،000 كيلومتر مربع.

### إعادة بناء الدولة وترسيخ مركزيتها: (1648–1701)

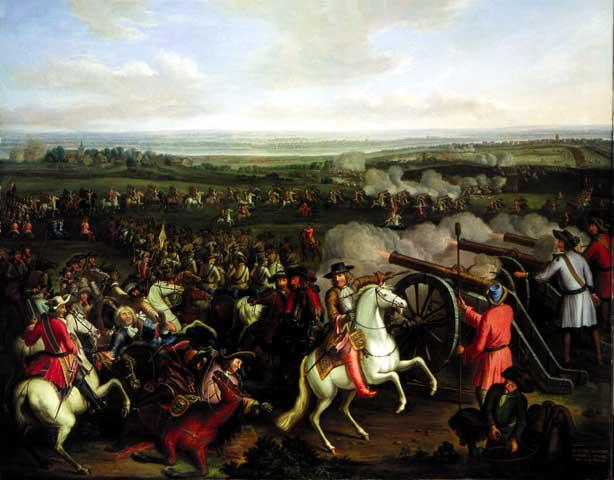
الأمير الناخب في معركة فيربرلين سنة 1675.

كانت براندنبورغ من أكثر الأراضي الألمانية المتضررة بحرب الثلاثين سنة. دمرت مساحات شاسعة من الأراضي وهجر سكانها. لذلك اتبع الأمير الناخب فريدريش فيلهلم، الذي لقب لاحقا بالأمير الناخب الأعظم، بعد الحرب سياسة حذرة متأرجحة بين القوى العظمى، لتجنيب البلاد مستقبلاً أن تصبح لعبة بين القوى المؤثرة المجاورة.
فبنى جيشا محترفا قويا، جعل براندنبورغ محط آمال القوى الأوروبية للتحاف معها. ومكن ذلك الأمير الناخب من الحصول على منح مالية من عدة أطراف. وعمل على إنشاء بحرية براندنبورغية واتبع في السنوات اللاحقة سياسة استعمارية في غرب أفريقيا وغرب الهند. ثم أدخل براندنبورغ في مجال تجارة العبيد العالمية بعد تأسيس حصن فريدريشسبورغ الكبير في غانا اليوم عبر الشركة البراندنبورغية - الأفريقية.
بدأ فريدريش فيلهلم داخليا إصلاحات اقتصادية واطلق خطوات لزيادة عدد السكان على نطاق واسع لتطوير بلاده الضعيفة من الناحية الاقتصادية. فدعا، من بين أمور أخرى، عبر مرسوم بوتسدام - ردا على صدور مرسوم نانت من قبل الملك لويس الرابع عشر- آلاف الهوغينوتيين النازحين من فرنسا للإقامة في براندنبورغ - بروسيا.
نجح الأمير الناخب في سنة 1657 بموجب معاهدة ويلاو، بحل إمارة بروسيا من التبعية البولندية. واعترف في صلح أوليفا 1660 بسيادة الإمارة نهائيا. فكان هذا توطئة ضرورية لا غنى عنها لصعود الإمارة إلى مملكة ابان ملك ابن الأمير الناخب. ومع الانتصار في الحرب السويدية - البراندنبورغية (1674-1679) تمكنت الدولة من تعزيز قوتها، على الرغم من عدم وسع أراضيها. فجعل فريدريش فيلهلم في فترة ولايته من براندينبرغ الضعيفة نسبيا ثاني أقوى إقليم في أراضي الرايخ، بعد النمسا. فكان هذا هو الأساس لإعلان المملكة في وقت لاحق.

## مملكة بروسيا: (1701 - 1918)

### عهد الملك فريدريش الأول: (1701 - 1713)

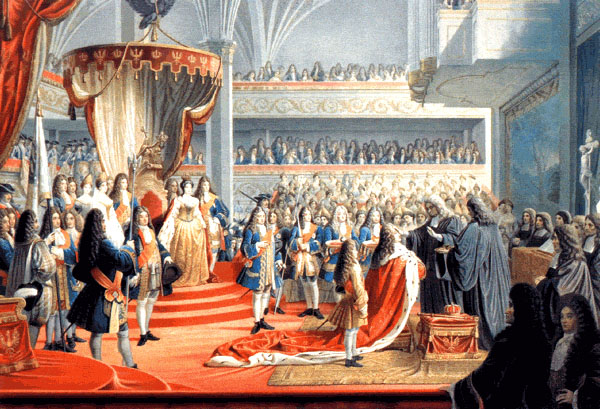
تتويج الأمير الناخب فريدريش الثالث ملكا على عرش بروسيا في كونيغسبرغ 1701 كفريدريش الأول.

لعبت الرتبة والسمعة والمكانة دورا سياسيا هاما في عصر الاستبدادية. لذلك استغل الأمير الناخب فريدريش الثالث (1688-1713) نيل إمارة بروسيا للسيادة من أجل السعي لإعلاء مكانتها لمملكة وبالتالي ارتقاءه شخصيا لمرتبة الملك. وبذلك حاول قبل كل شيء الحفاظ على درجة المساواة مع الأمير الناخب في سكسونيا، الذي كان في نفس الوقت، ملكا على بولندا، ومع الأمير الناخب في براونشفايغ - لونبورغ (هانوفر الانتخابية)، الذي كان وليا لعهد العرش الإنكليزي.
وبما أنه لا مكان لتاج آخر غير تاج الإمبراطور داخل الإمبراطورية الرومانية المقدسة سعى الأمير الناخب فريدريش الثالث لنيل الملكية لإمارة بروسيا، وليس للجزء المهم حقا من البلاد، «المارك» براندنبورغ. وافق الإمبراطور ليوبولد الأول أخيرا على أن يحمل فريدريش لقب الملك على إمارة بروسيا الواقعة خارج سيادة الإمبراطورية. وهكذا توج الأمير الناخب نفسه كفريدريش الأول في 18 كانون الثاني 1701 في كونيغسبرغ ملكا في بروسيا.
كان تقييد اللقب الملكي بإضافة «في بروسيا» ضروريا لأن تسمية «ملك بروسيا» كان من الممكن أن تفهم على أنها مطالبة بكامل الأراضي البروسية. إذ أن كون فارميا (بالألمانية: Ermland) وغرب بروسيا (بمرلنيا) لا تزال قيد المتبوعية للتاج البولوني فقد كان من شأن ذلك أن يشعل الصراع مع الجارة، التي كان حكامها يحتفظون لنفسهم حتى 1742 بلقب «ملك بروسيا». انتشر في اللغة الألمانية منذ عام 1701 وبشكل تدريجي استخدام مصطلح «مملكة بروسيا» للإشارة لكافة البلاد الخاضعة لحكم أسرة الهوهنتسلرن - سواء الواقعة داخل أو خارج الإمبراطورية الرومانية المقدسة. حواضر الدولة الهوهنتسلرية كانت العاصمة برلين والعاصمة الصيفية بوتسدام.
صب فريدريش الأول جل اهتمامه على امتلاك بطانة باذخة على النموذج الفرنسي، وقاد دولته بفعل حكومة الأمراء المحظيين الثلاث، إلى حافة الإفلاس المالي. ولم يستطع تمويل حياة البذخ هذه في بلاطه إلا من خلال تأجير الجنود البروسيين للتحالف في حرب الخلافة الإسبانية. وعندما توفي الملك فريدريش الأول في 25 شباط 1713، ترك وراءه جبال من الديون قدرت بعشرين مليون ثيلر.

### عهد الملك فريدريش فيلهلم الأول: (1713-1740)

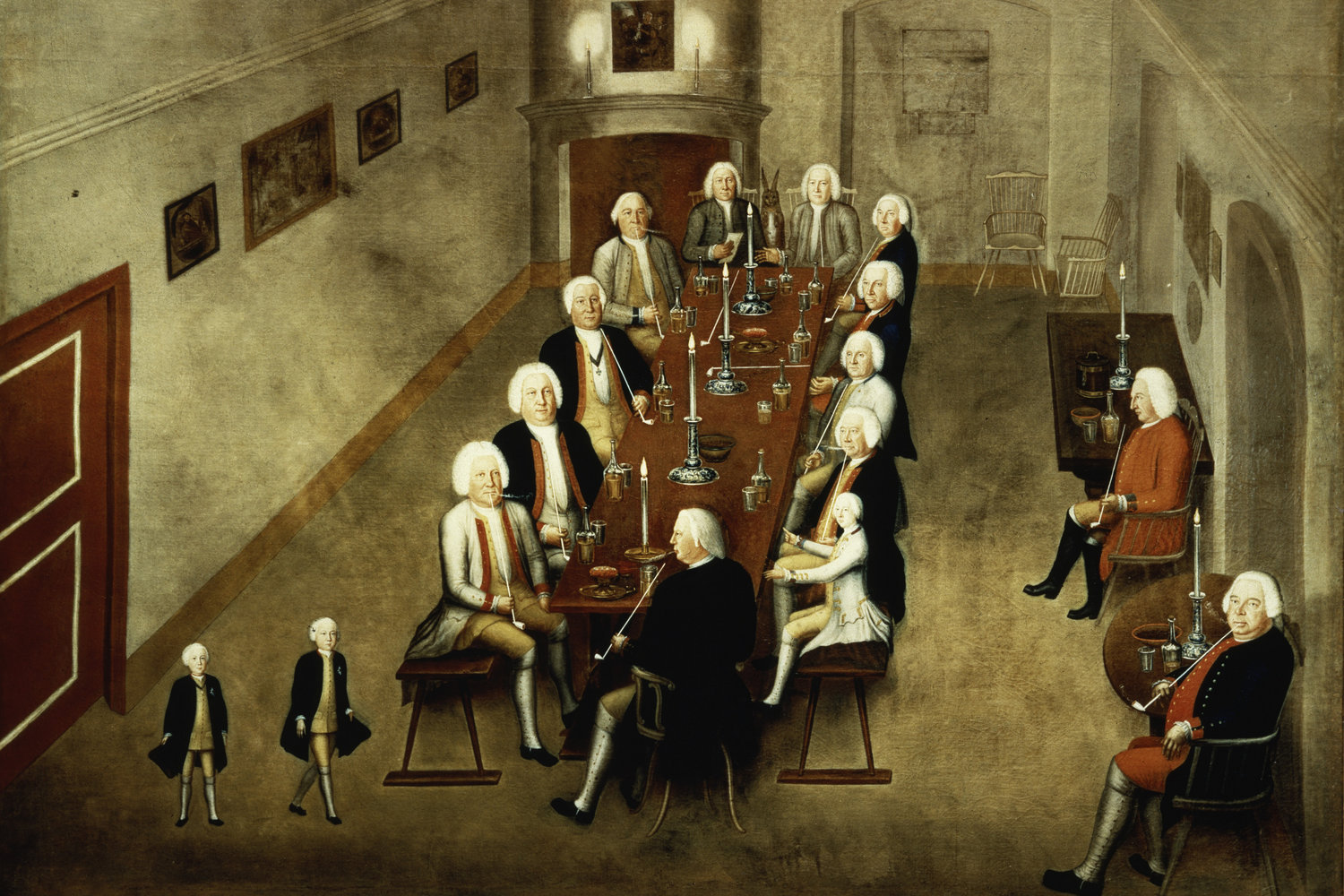
جلسة تبغ لفريدريش فيلهلم الأول البروسي (1736).

لم يكن ابن فريدريك الأول، فريدريك فيلهلم الأول، محبا للبذخ كأبيه، بل كان ذا شخصية اقتصادية وعملية. فعمد إلى تخفيض نفقات البلاط إلى أدنى حد ممكن. وألغى كل ما هو فاخر في البلاط أو غير من استخدامه. هدفت جميع تدابير التقشف التي اتبعها الملك إلى تطوير جيش قوي رأى فيه قاعدة لنفوذه في الداخل والخارج. أكسبته هذه السياسة لقب «ملك الجنود». ولكن على الرغم من كنيته، فقد خاض فريدريش فيلهلم الأول حربا لمرة واحدة فقط في فترة ولايته، وهي الحملة القصيرة في الحرب الشمالية العظمى خلال حصار شترالزوند. تلك الحملة التي كسبت فيها بروسيا جزءا من منطقة بوميرانيا الغربية من السويد، ورفعت بشكل واضح من أهمية بروسيا الدولية.
أحدث فريدريش فيلهلم الأول ثورة في النظام الإداري، بما في ذلك تأسيس الهيئة العامة، التي كانت بمثابة وزارة للاقتصاد والمالية والداخلية. وهكذا شجع المركزية في البلاد التي كانت لم تزل مجزأة إقليميا، وأنشأ لها مؤسسة حكومية موحدة. ونجح الملك عبر السياسات التجارية والاقتصادية ، وتشجيع الصناعة الحرفية والتبادل التجاري، والإصلاحات الضريبية، بمضاعفة العائدات الحكومية السنوية. ثم فرض التعليم الإلزامي بغية تنمية المهارات اللازمة، وانشأ كراسي التعليم الاقتصادي في الجامعات البروسية التي كانت الأولى من نوعها في أوروبا. شجع الملك الناس من جميع أنحاء أوروبا للاستيطان في مقاطعاته ذلات الكثافة السكانية المنخفضة في إطار سياسة تنمية بشرية واسعة.
ترك فريدريش فيلهلم الأول لدى وفاته في سنة 1740، استقرارا اقتصاديا وماليا وراءه. إلا أن الجانب المظلم من ولايته تمثل بعسكرة قوية للحياة في بروسيا.

### عهد الملك فريدريش الثاني: (1740-1786)

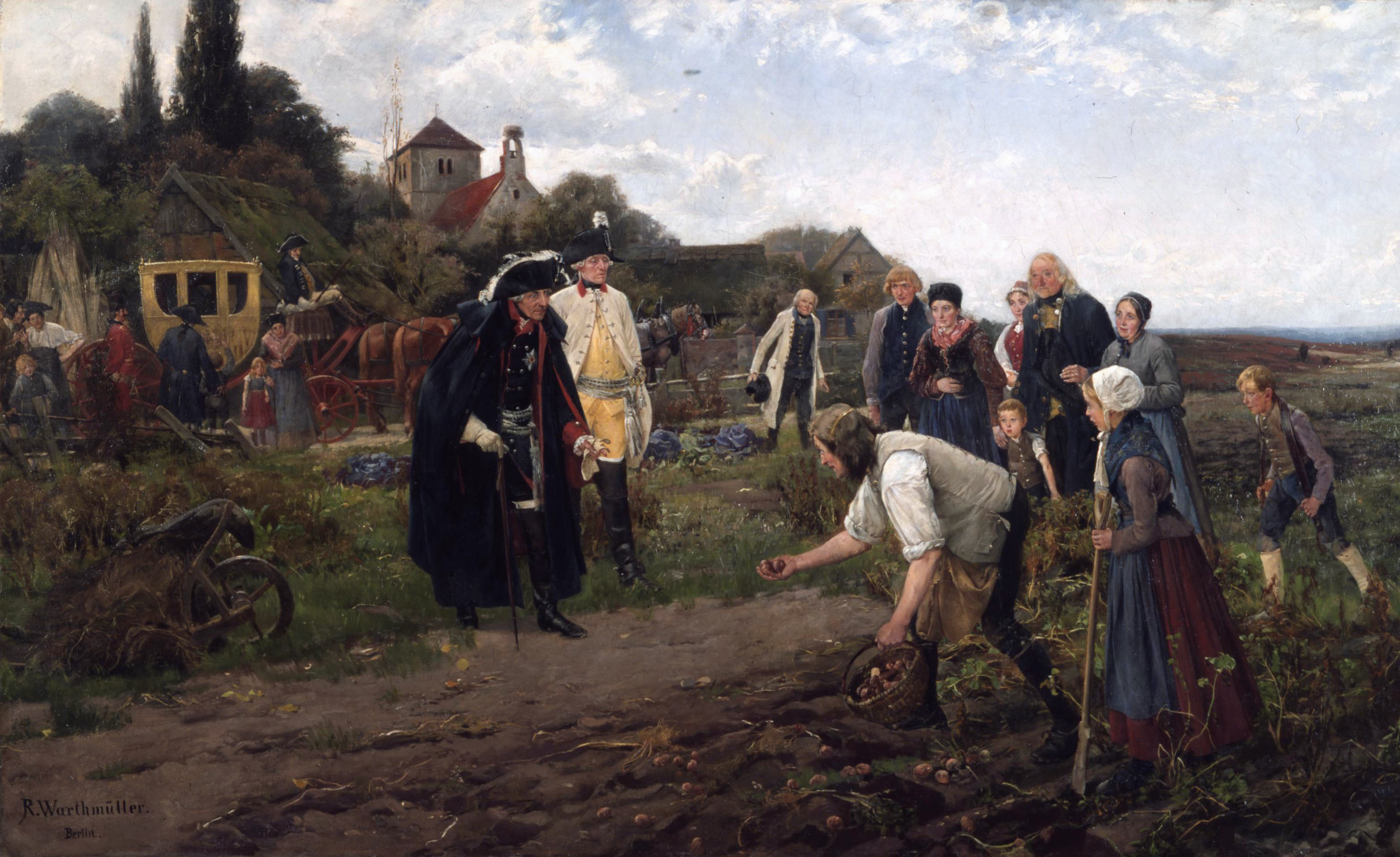
لوحة من سنة 1886 تُظهر الملك فريدريش الثاني في إحدى رحلاته الاستطلاعية متفقدا حصاد البطاطا.

ورث فريدريش الثاني، الذي لقب فيما بعد فريدريش الأكبر، في 31 أيار 1740 عرش أبيه. أمر في أول سنة من حكمه الجيش البروسي باجتياح سيليزيا. ونجح في ثلاث حروب (1740-1763) بتأمين احتلال بروسيا لسيليزيا. صعدت أسرة هوهنتسلرن بعد نهاية حرب السبع سنوات، المواتية لبروسيا عام 1763، إلى مرتبة القوة الخامسة في أوروبا. وكانت حروب فريدريش الكبير سببا للازدواجية بين بروسيا والنمسا للهيمنة في الرايخ. شجع فريدريش الأكبر التوسع في استيطان أراضي براندنبورغ - بروسيا، مثل إقليم وادي نهر الأودر. واحتلت التنمية البشرية في المناطق الواقعة إلى الشرق من نهر الإلبه والقليلة السكان مقاما أولا على جدول أعماله السياسي. منع الملك فريدريش الذي كان مثالا للسلطة المطلقة المستنيرة، التعذيب، وقلص الرقابة، ووضع الأسس لقانون الأراضي البروسية العام وجلب بسياسته الدينية المتسامحة وحرية الاعتقاد الكاملة المزيد من اللاجئين البروتستانتيين إلى البلاد.
سعى فريدريش إلى جانب النمسا وروسيا، إلى تقسيم بولندا. وفي التقسيم الأول بسنة 1772 الحقت بروسيا البولندية، وإمارة فارميا الأسقفية بمملكة بروسيا. مما شكل ممرا مهما بالنسبة لفريدريش بين بروسيا الشرقية وبوميرانيا. وبما أن الإمارة البروسية السابقة ضمت بمجملها إلى براندينبرغ - بروسيا، أصبح بإمكان فريدريش الثاني الآن تسمية نفسه «ملك بروسيا» إلى أن توفي في 17 آب سنة 1786 في قصر سانسوسي.

### ركود ونهاية الإقطاعية البروسية: (1786 - 1807)
في عام 1786 اعتلى فريدريش فيلهلم الثاني (1786-1797) ابن شقيق فريدريش عرش المملكة البروسية. وترسخت بطانة من العشيقات وأصحاب الحظوة في البلاط الملكي لأول مرة في التاريخ البروسي. ونمت برلين في سنوات عقد التسعينات من القرن الثامن عشر بشكل ملحوظ. استقبلت أخبار الثورة الفرنسية هنا كما في جميع أنحاء المملكة بإيجابية في وسط المثقفين والطبقات الوسطى المتعلمة التي كانت في طريقها نحو المزيد من القوة. في عام 1794 أصدر قانون الأراضي البروسية العام. وهو التشريع الشامل الذي بوشر بالعمل عليه بالفعل في عهد فريدريش الثاني.
خارجيا أجبر تحالف بروسيا مع الدولة العثمانية، النمسا عام 1790 على عقد سلام منفصل في حرب التحالف الروسي النمساوي ضد تركية. واصل فريدريش فيلهلم الثاني سياسة تقسيم بولندا. في التقسيم الثاني والثالث لبولندا (1793 و1795) أمنت بروسيا لنفسها مناطق إضافية وصولا إلى وارسو، فنشأت المقاطعات الجديدة بروسيا الجنوبية (1793)، وبروسيا الشرقية الجديدة وسليزيا الجديدة (1795). فازداد عدد السكان البولنديين بمقدار 2.5 مليون بفعل التوسع هذا. إلا أن هذه المناطق فقدت بعد هزيمة بروسيا سنة 1806.

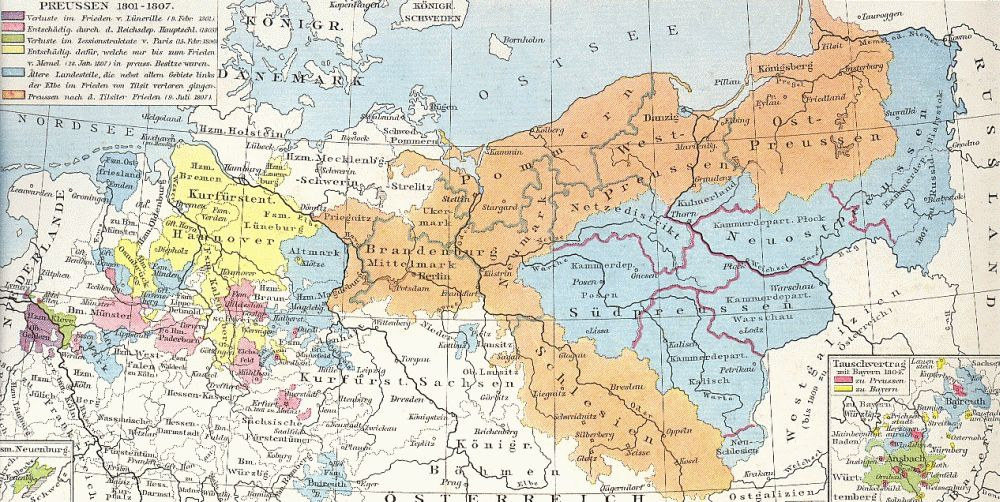
ما تبقى من الدولة البروسية بعد [معاهدات تيليست

تقاربت النمسا وبروسيا خلال عهد الثورة الفرنسية. وهكذا عقدت النمسا وبروسيا في 7 فبراير 1792 تحالفاً دفاعياً بينهما. أعلنت فرنسا في وقت لاحق، في 20 أبريل 1792، الحرب على النمسا وبروسيا. إلا أن القوات النمساوية والبروسية انسحبت من فرنسا بعد حملة لم تقد بشكل حاسم. ونتيجة لذلك، تمكنت القوات الفرنسية من التوغل في بلاد الراين. استمرت مشاركة بروسيا في أول حرب للتحالف ضد فرنسا الثورية حتى اتفاقية سلام بازل لعام 1795، ثم خرجت لأكثر من عقد من التحالف المناهضة لفرنسا. في 16 تشرين الثاني 1797 توفي فريدريش فيلهلم الثاني، وخلفه ابنه فريدريش فيلهلم الثالث (1797-1840).
اندلعت الحرب مجددا سنة 1806 حين فشلت المفاوضات مع فرنسا حول تقسيم مناطق النفوذ في ألمانيا. ولحقت ببروسيا هزيمة مدوية في معركة يينا وأورشتد على يد قوات نابليون الأول. شكلت هذه الهزيمة أيضا سقوط الدولة البروسية القديمة، كما وجدت حتى ذلك الوقت. خسرت الدولة في معاهدة تيلزيت للسلام سنة 1807 نحو نصف أراضيها، منها كل المناطق غربي نهر الإلبه والمناطق التي حصلت عليها بروسيا ابان التقسيم الثاني والثالث لبولندا. وأرغمت بروسيا فضلا عن ذلك على عقد تحالف مع فرنسا.
ومع ذلك فقد شكلت نهاية «الإمبراطورية الرومانية المقدسة» في 1806 تحت ضغط نابليون، نقطة لتأسيس «مملكة بروسيا» لا تقتصر على بروسيا بالمعنى الضيق، ولكن تشمل براندنبورغ أيضا التي كانت حتى ذلك الوقت إمارة حدودية ثم إمارة انتخابية ترجع سيادتها في النهاية للملك أو القيصر الألماني للإمبراطورية الرومانية المقدسة، وغيرهما من الأقاليم التابعة لأسرة الهوهنتسلرن.

### إصلاحات الدولة وحرب التحرير: (1807-1815)

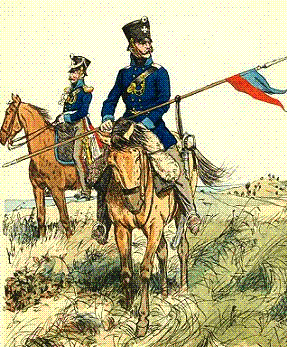
خيالة الدفاع القومي البروسي في حروب التحرير.

تقلصت بروسيا سنة 1807 لمجرد دولة هامشية في الحجم والوظيفة. وأصبحت تعاني من الاحتلال الفرنسي وأجبرت على تحمل نفقات القوات الأجنبية، وتقديم تعويضات كبير لفرنسا. لكن شروط السلام المجحفة هذه أدت أيضا إلى تجديد حال الدولة بهدف تغيير هذه الظروف. فاستوجب ذلك إصلاح الدولة البروسية بشكل جذري لخوض معركة مستقبلية من أجل التحرير والانتصار فيها. حدثت الإدارة الحكومية بإصلاحات شتاين - هاردنبرغ وذلك بقيادة فرايهر فوم شتاين، شارنهورست، وهاردنبرغ. ألغيت القنانة عن الفلاحين عام 1807، والإدارة الذاتية للمدن سنة 1808، ومنحت حرية التجارة عام 1810. أعاد فيلهلم فون همبولت العائد من بعثة إلى روما هيكلة قطاع التعليم وأسس عام 1809 أول جامعة برلينية ما زالت تحمل اسمه لليوم. أتمت إصلاحات الجيش التي بدأت في 1813 بفرض التجنيد الإلزامي 
وقع الفريق في الجيش البروسي غراف يورك والفريق أول في الجيش الروسي هانس فون ديميتش اتفاقا للهدنة في تاوروغن في 30 كانون الأول 1812 بين بروسيا وروسيا بعد هزيمة "الجيش الكبير" في روسيا. وقد تصرف يورك من تلقاء نفسه دون أوامر من ملكه. وتقرر في اتفاقية تاوروغن أن يسحب يورك قواته البروسية من التحالف مع الجيش الفرنسي. واعتبر ذلك في بروسيا بداية الثورة ضد السيادة الفرنسية. كان 300،000 جندي بروسي (ما يعادل 6 بالمئة من عدد السكان) يقفون على أهبة الاستعداد في 20 آذار 1813 عندما أطلق الملك فريدريش فيلهلم نداءه المؤرخ في 17 آذار 1813 «إلى شعبي» في صحيفة سيليزيا يدعو إلى النضال من أجل التحرير. وفرض التجنيد الإجباري طوال فترة المواجهة. فحملت القوات البروسية وزرا كبيرا في الانتصار النهائي والحاسم على نابليون في ظل قيادة المشير بلوخنر وغنيزناو في معركة واترلو.

### من الانبعاث إلى ثورة آذار: (1815 - 1848)

بروسيا بعد موتمر فيينا 1815 (أزرق داكن).

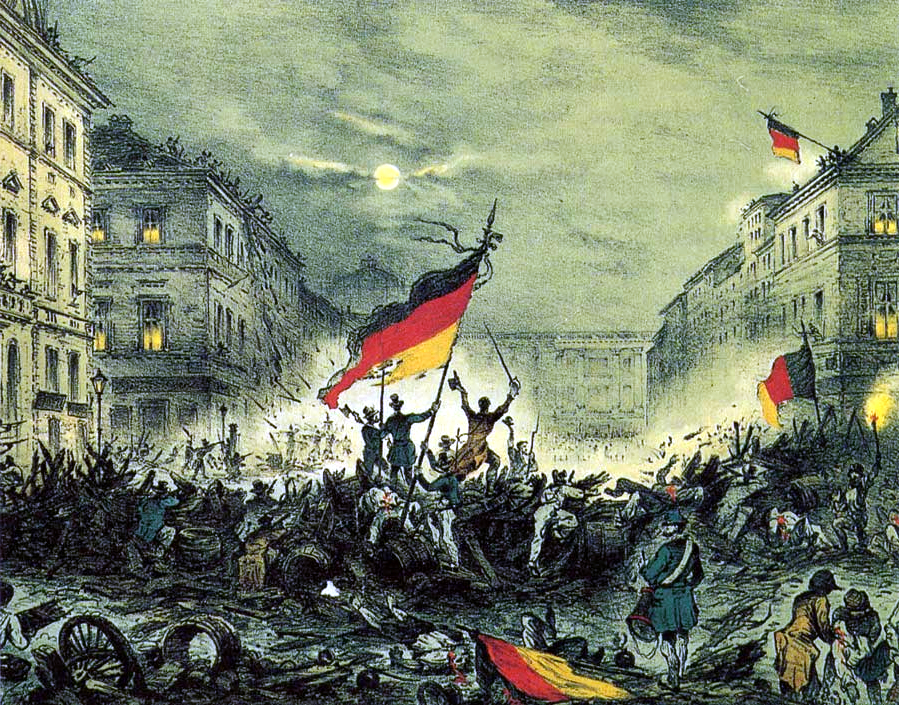
ثوار مبتهجون بعد معارك المتاريس في برلين، بتاريخ 18 آذار 1848.

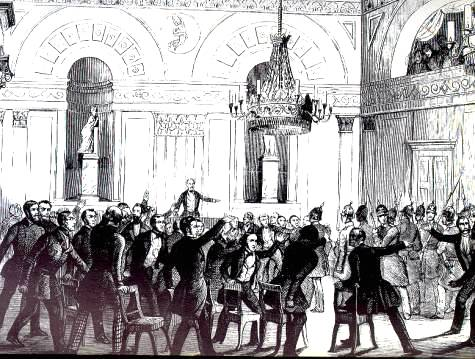
قمع الجمعية الوطنية البروسية بالعنف.

استعادت بروسيا في مؤتمر فيينا عام 1815 الجزء الأكبر من أراضيها السابقة. وإضيف إليها بقية ولاية بومرنيا الدنيا السويدية، والجزء الشمالي من مملكة سكسونيا، ومقاطعتي الراين ووستفاليا. بنيت في المقاطعات الجديدة في الغرب حصون ضخمة بكوبلنز، وكولونيا ومندن، وذلك على الطراز البروسي الجديد لتأمين السيادة البروسية. وبينما احتفظت بروسيا بمقاطعة بوزنان البولندية سابقا، إلا أنها فقدت مناطق لحساب روسيا كانت قد احتلتها في التقسيم الثاني والثالث لبولندا. تشكلت مملكة بروسيا منذ ذلك الحين من كتلتين منفصلتين من البلاد في شرق وغرب ألمانيا. وأصبحت بروسيا عضوا في الاتحاد الألماني.
لم يف فريدريش فيلهلم الثالث أبدا بالوعد الذي قطعه لشعبه أثناء حرب التحرير بإنشاء دستور للبلاد. وخلافا لمعظم الولايات الألمانية الأخرى، لم تتشكل في بروسيا مؤسسة وطنية لتمثيل الشعب. وأنشئت مجالس إقليمية بدلا من مجلس نواب موحد لمجمل بروسيا، ظنت الحكومة الملكية أنها بذلك ستتمكن من عرقلة تطلعات ليبرالية نحو ملكية دستورية ومشاركة ديمقراطية في الحكم. وعلى صعيد السياسة الخارجية، هدف «التحالف المقدس» الذي عقده فريدريش فيلهلم الثالث مع قيصر الإمبراطورية الروسية وإمبراطور النمسا إلى قمع الديموقراطية في جميع أنحاء أوروبا.
لكن رغبة الحكومة الملكية بمكافحة الليبرالية والديمقراطية وفكرة توحيد ألمانيا، وقفت حيالها قيود اقتصادية قوية. فقد كانت الوحدة الاقتصادية الألمانية من صميم مصلحة بروسيا نظرا لتقسيم أراضيها بعد عام 1815. فكانت المملكة من القوى المحركة للإتحاد الجمركي الألماني الذي أصبحت عضوا فيه عام 1834.
ومع نجاح تجربة الاتحاد الجمركي وضع المزيد والمزيد من مؤيدي وحدة ألمانيا آمالهم في أن تأخذ بروسيا بزمام قيادة الاتحاد الألماني بدلأً عن النمسا. لكن الحكومة البروسية لم تحبذ العمل من أجل الوحدة السياسية الألمانية.
خيب فريدريش فيلهلم الرابع (1840-1861) الآمال التي كان قد أيقظها لدى الليبراليين والمؤيدين لتوحيد ألمانيا، لدى اعتلائه عرش بروسيا. ولم يخف الملك الجديد كراهيته لصناعة دستور ومجلس نيابي لعموم بروسيا.
كانت الموافقة على التكلفة المالية الكبيرة لبناء خط السكة الحديدية الشرقي المطلوب من جانب الجيش تتطلب تخصيص موارد الميزانية من جميع المحافظات. لهذا انعقد في ربيع 1847 المجلس النيابي الموحد. وأوضح الملك في كلمته الافتتاحية بما لا يقبل اشك أن المجلس سيكون أداة لمنح الأموال فقط وأنه لا يريد أن يرى نقاشا حول المسائل الدستورية. إلا أن الغالبية العظمى من المجلس لم تكن مهتمة بحق التصديق على الميزانية فقط، بل أرادت أن يتعدى الأمر ذلك إلى المراقبة النيابية للمالية العامة أيضا وإلى المطالبة بالدستور، مما دفع السلطة لحل المجلس بعد وقت قصير. وهكذا وقفت بروسيا قبيل اندلاع ثورة آذار أمام أزمة دستورية.
بعد الانتفاضة الشعبية في جنوب غرب ألمانيا وصلت الثورة في 18 آذار 1848 إلى برلين في نهاية المطاف. أصدر فريدريش فيلهلم الرابع أوامره للقوات المسلحة بالانسحاب من المدينة، بعد أن كان في بادئ الأمر قد أمر بإطلاق النار على المنتفضين، وبدا الآن على استعداد للخضوع لمطالب الثوار. التأم المجلس النيابي مرة أخرى لإعلان تأسيس الجمعية الوطنية البروسية التي انعقدت من 22 أيار لغاية شهر أيلول 1848 في معهد سينغ ببرلين. وكلف التاج البروسي الجمعية الوطنية البروسية بمهمة المشاركة معه في صياغة الدستور. إلا أن الجمعية الوطنية لم توافق على مشروع الدستور الحكومي، بل صاغت عبر ميثاق فالدك مسودة خاصة بها. ثم اندلعت الثورة المضادة بسبب السياسة الدستورية للجمعية الوطنية البروسية : حلّت الجمعية وفرض الدستور من طرف الدولة. حافظ الدستور المفروض على بعض العناصر من الميثاق، لكنه بالمقابل أرجع صلاحيات مركزية للتاج من جديد. ولعب النظام الانتخابي المفروض والمؤلف من طبقات ثلاث دورا بالغ الأهمية في تشكيل الثقافة السياسية ببروسيا حتى عام 1918.
حقق أنصار الدولة الألمانية القومية الكبرى والشاملة للأقاليم الألمانية في النمسا، تقدماً مبدئيا خلال أعمال الجمعية الوطنية في فرانكفورت. ولكن نظرا لأن النمسا لم تكن راغبة في نبذ المناطق غير الألمانية، تقرر في النهاية الاتفاق على ما عرف بالحل الألماني الصغير، أي الاتفاق في ظل القيادة البروسية. لكن الديمقراطية والوحدة الألمانية فشلت سنة 1849، عندما رفض فريدريش فيلهلم الرابع التاج الإمبراطوري، الذي عرض عليه من قبل الجمعية الوطنية. وأخمدت الثورة في جنوب غرب ألمانيا نهائياً، بمساعدة من القوات البروسية.

### من الثورة إلى الإمبراطورية القيصرية: (1849 - 1871)
انضمت بروسيا للإتحاد الألماني ،الذي أعيد تأسيسه، بعد محاولتها الفاشلة للهيمنة السياسية على ألمانيا في بداية خمسينات القرن التاسع عشر بمساعدة من الاتحاد الإيرفورتي. واكتسبت خلال حقبة الرجعية مكانة على قدم المساواة مع النمسا. وقام التعاون من جانب اثنين من أكبر الولايات الألمانية أساسا لخدمة قمع التطلعات الديمقراطية والمساعي الداعية لتحقيق الوحدة الألمانية. اعتلى الملك فيلهلم الأول العرش البروسي في 1861. وسعى مع وزير الحرب رون لإجراء إصلاح عسكري رأى خدمة أطول، ورفع لمستوى تجهيزات الجيش البروسي. رفضت الأغلبية الليبرالية في مجلس النواب البروسي «اللاندتاغ» الذي كان يحتفظ بحق مناقشة وإقرار الموازنة العامة للدولة، منح الأموال اللازمة. حدثت أزمة دستورية هدد الملك خلالها بالتنازل عن العرش. لكنه قرر عام 1862، تعيين أوتو فون بيسمارك رئيسا للوزراء كملاذ أخير. كان بيسمارك من اشد انصار الملكية وحق الملك بالسيادة المطلقة، فحكم لسنوات في فترة الأزمة ضد الدستور وضد البرلمان، وبدون ميزانية قانونية. أدرك بيسمارك أن التاج البروسي لن يحظى بتأييد الشعب إلا إذا التزم بقيادة مساعي الوحدة الألمانية. فخاضت بروسيا بقيادته ثلاث حروب أدت إلى نيل الملك فيلهلم تاج الإمبراطورية الألمانية.

#### حرب الوحدة الأولى: الحرب الألمانية - الدانماركية
أدت محاولة الحكومة الدانماركية ضم إمارة شليزفيغ وفصلها عن منطقة هولشتاين، عبر ما سمي دستور تشرين الثاني، وخلافا لأحكام بروتوكول لندن لسنة 1852، إلى اندلاع الحرب بين ألمانيا بقيادة بروسيا والنمسا من جهة والدانمارك من جهة أخرى وذلك سنة 1864. أجبر التاج الدانماركي في مؤتمر فيينا للسلام، على التنازل عن إمارات شليزفيغ وهولشتاين ولاونبورغ بعد انتصار قوات الاتحاد الألماني. وأدارت النمسا وبروسيا الإمارات في البداية بصورة مشتركة.

#### حرب الوحدة الثانية: الحرب البروسية - النمساوية

بروسيا بعد الحرب البروسية - النمساوية 1866 (أزرق داكن).

شب نزاع بين بروسيا والنمسا حول مستقبل شليزفيغ وهولشتاين وإدارتهما وذلك بعد وقت قصير من انتهاء الحرب مع الدانمارك. إلا أن السبب الأعمق كان السعي من أجل الهيمنة على الاتحاد الألماني. نجح بسمارك في إقناع الملك فيلهلم بالحل العسكري رغم تردد الملك الذي تمسك بالوفاء للنمسا لفترة طويلة. وانضم إلى صف بروسيا في الحرب بعض الدويلات الألمانية الشمالية والتورينغية إضافة إلى المملكة الإيطالية.
انتصرت القوات البروسية بقيادة الفريق أول هلموت فون مولتكه على القوات النمساوية في معركة كونيغراتس الحاسمة في 3 تموز 1866. تمكنت بروسيا في معاهدة براغ للسلام في 23 آب 1866 من إملاء شروطها وضم مملكة هانوفر والإمارة الانتخابية هيس - كاسيل وإمارة ناسو ومدينة فرانكفورت الحرة وكل شليسفيغ - هولشتاين. فأصبحت جميع الأراضي البروسية تقريبا مترابطة بفضل هذه المكتسبات. تقرر حل الاتحاد الألماني رسميا في اتفاقية السلام في براغ، بعد أن كان قد تفكك على أرض الواقع بسبب الحرب. وخرجت النمسا من ألمانيا.
كانت بروسيا قد أقامت مع دويلات إلى الشمال من خط نهر الماين الاتحاد الألماني الشمالي وذلك خمسة أيام قبل اتفاق السلام. وتطور الاتحاد من تحالف عسكري في البداية إلى دولة تهيمن عليها بروسيا بعد أن أعطي له دستور عام 1867 من قبل الأطراف المشاركة. اتخذ الدستور الذي صاغته بسمارك النقاط الأساسية للدستور المزمع تقديمه للإمبراطورية الألمانية المنشودة. وأجبر ما تبقى من ولايات الجنوب ذات السيادة على الدخول في تحالفات للحماية مع بروسيا.
وانهى بسمارك الأزمة الدستورية البروسية عبر مشروع قانون العفو (بالألمانية: Indemnitätsvorlage) الذي أعطى مجلس النواب البروسي حق التصديق على قوانين الميزانية.

#### حرب الوحدة الثالثة: الحرب الألمانية - الفرنسية

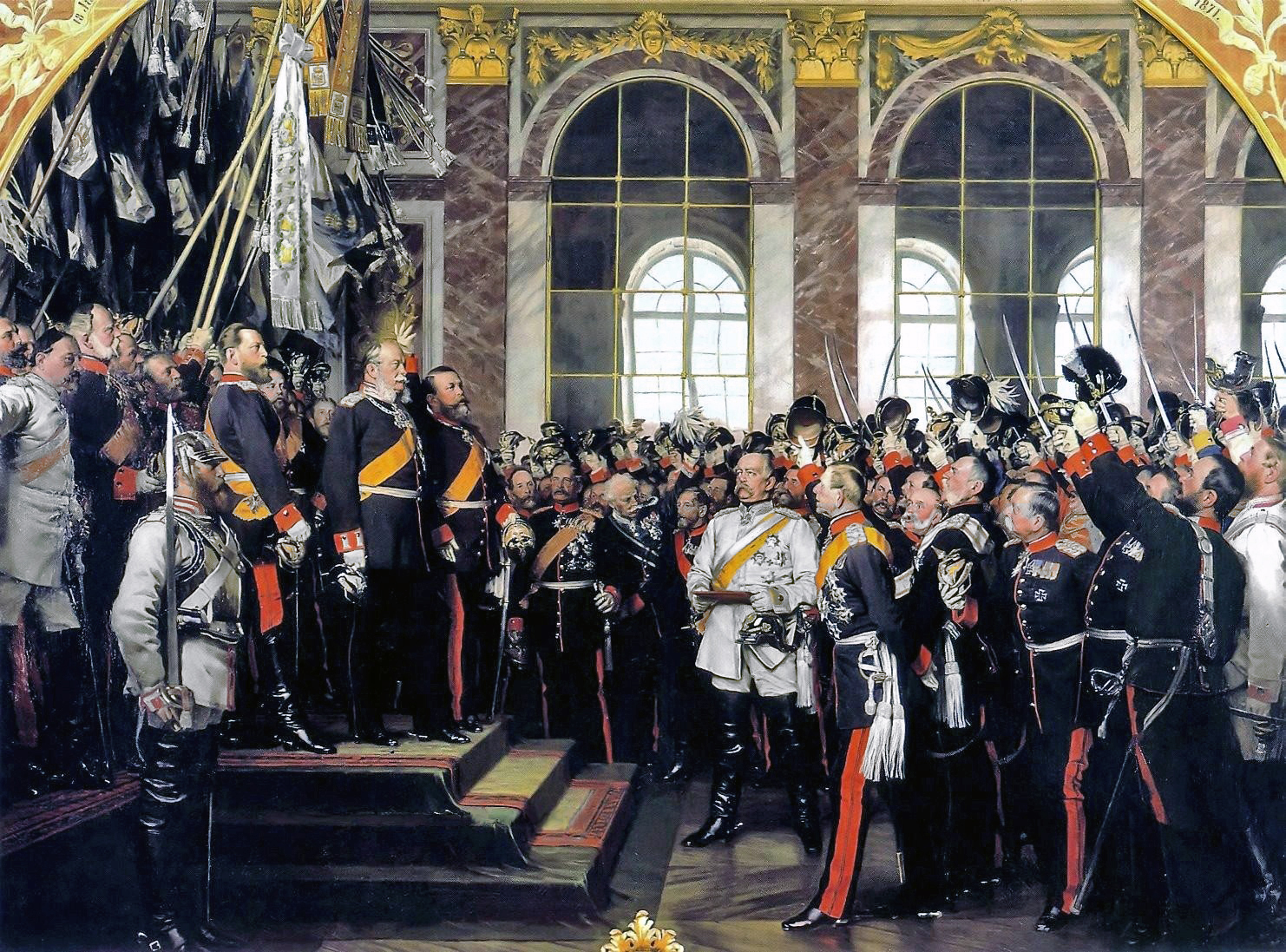
تسمية فيلهلم الأول قيصراً على الرايخ الثاني في قصر فرساي، 18 كانون الثاني 1871.

كان بسمارك قد أقنع نابليون الثالث من قبل بالتغاضي عن سياسته تجاه النمسا والمجر عبر وعود غامضة بأنه قد يترك لوكسمبورغ لفرنسا. لكن فرنسا سرعان ما واجهت قوة بروسيا الصاعدة التي تبرأت من وعودها الإقليمية السابقة. تصاعدت حدة التوتر بعد الجدل الذي شب حول ترشيح الأمير ليوبولد فون هوهنتسولرن - زيغمارينغن الكاثوليكي للعرش الأسباني إلى أن أعلنت الحكومة الفرنسية الحرب على بروسيا في نهاية المطاف. وشكل هذا الإعلان قيام «حالة التحالف» بالنسبة لدول جنوب ألمانيا كبافاريا وفورتمبرغ وبادن وإلى الجنوب من خط الماين هيس - دارمشتات المستقلة.
وجد أمراء الجنوب الألماني أنفسهم مضطرين للانضمام للإتحاد الألماني الشمالي بعد الانتصار السريع للقوات الألمانية في الحرب مع فرنسا وما تلاها من حماسة قومية في جميع أنحاء ألمانيا. فتأسس الرايخ الألماني بنسخة ألمانية مصغرة كما كان متفقاً عليه بمشروع الجمعية الوطنية 1848/49. وأعلن الملك فيلهلم الأول قيصراً للإمبراطورية في قاعة المرايا في قصر فرساي في 18 كانون الثاني 1871 في الذكرى السنوية السبعين بعد المئة لتتويج الملك فريدريش الأول. وفقدت مملكة بروسيا بذلك سيادتها لصالح الامبراطورية الألمانية الجديدة، وانتقلت زعامتها السابقة للاتحاد الألماني الشمالي إلى الإمبراطورية.

### في الإمبراطورية الثانية: (1871-1918)
كان ملك بروسيا يشكل دوما في نفس الوقت القيصر الألماني وغالبا مستشار الرايخ أي رئيس الوزراء. خاض بسمارك ما سمي بالصراع الثقافي بين 1871 و1887 من أجل تقليص نفوذ الكاثوليكية السياسية في بروسيا. لكن مقاومة السكان الكاثوليك ورجال الدين، وخاصة في بلاد الراين وفي الأراضي البولندية السابقة، اضطرت بسمارك لانهاء المواجهة بدون نتيجة حاسمة. رافقت سياسة الألمنة الصراع الثقافي في المناطق التي تقطنها غالبية بولونية في بروسيا الشرقية.
خلف فريدريش الثالث فيلهلم الأول في آذار 1888 وكان يعاني من مرض خطير فحكم 99 يوما فقط قبل أن يتوفى. اعتلى فيلهلم الثاني العرش في حزيران في «عام القياصرة الثلاثة». فسرح بسمارك في 1890، وبدأ بتحديد سياسة البلاد بنفسه إلى حد كبير. ظل الترابط الوثيق قائما بين السياسة البروسية والسياسة الإمبراطورية إلى أن تنازل القيصر فيلهلم الثاني عن العرش في أعقاب ثورة تشرين الثاني 1918. أما التاج الملكي البروسي فقد احتضنته قلعة الهوهنتسلرن بجوار بلدة هخينغن حتى اليوم.

## جمهورية بروسيا: (1918 - 1933)

علم الجمهورية البروسية.

بروسيا بعد الحرب العالمية الأولى(بالأزرق الداكن).

تخلى فيلهلم الثاني عن عرش قيصر ألمانيا وعن عرش بروسيا بعد الهزيمة في الحرب العالمية الأولى وقيام الثورة الألمانية في تشرين الثاني. وبذلك انتهت وحدة الأمر الواقع بين بروسيا والرايخ الألماني كما كانت منذ زمن بسمارك. أعلنت البلاد دولة مستقلة داخل اتحاد الرايخ وحصلت عام 1920 على دستور ديمقراطي.
طالت التنازلات الإقليمية المفروضة على ألمانيا بحسب معاهدة فرساي مناطق بروسية حصرا باستثناء إقليم الألزاس واللورين الذي تشكل بعد الحرب الألمانية الفرنسية وأجزاء من ولاية بافاريا بالاتينيت: وهذه المناطق هي أويبن - مالميدي التي ألحقت ببلجيكا، وشمال شليسفيغ إلى الدانمرك، وبلاد هولتشين إلى تشيكوسلوفاكيا. كما فقدت بروسيا، لصالح بولونيا، أجزاء كبيرة من الأراضي التي حصلت عليها جراء تقسيم بولونيا وكذلك سيليسيا العليا الشرقية. ومنحت مدينة دانتسيغ صفة المدينة المستقلة تحت إدارة عصبة الأمم ووقعت مملاند تحت احتلال قوات الحلفاء. لم تعد لبروسيا الشرقية صلة برية مع باقي أراضي الرايخ، كما كان الحال قبل تقسيم بولونيا، وانحصر التواصل معها عبر القوارب (خدمة بروسيا الشرقية البحرية) أو عن طريق الجو أو عن طريق السكك الحديدية عبر الممر البولوني الآمن. كما تشكل إقليم السار الذي خضع لإدارة عصبة الأمم 15 عاما إلى حد كبير من مناطق بروسية محتلة.
شكل ضم جمهورية فالدك النمو الوحيد لبروسيا في فترة جمهورية فايمار. كانت هذه الدولة الصغيرة قد فقدت جزءاً من سيادتها لصالح بروسيا اثر توقيع عقد اندماج مع بروسيا عام 1868. ألحق قضاء بيرمُنت الفالدكي بمقاطعة هانوفر البروسية من قبل وذلك بعد استفتاء جرى عام 1921. أدى إلغاء بروسيا لعقد الاندماج بعد مرور خمس سنوات إلى مشاكل مالية كبيرة في الجزء المتبقي من فالدك الذي ضم في نهاية المطاف عام 1929 إلى مقاطعة هيسن - ناسو البروسية.
حكمت حكومات تحالفات فايمار في بروسيا أيضا في الفترة من 1919 إلى 1932 (الحزب الديمقراطي الاشتراكي، الحزب الديمقراطي الألماني، وحزب الوسط)، وانضم إليها حزب الشعب الألماني من 1921 حتى 1925. وخلافا لما حدث في بعض الولايات الأخرى للإمبراطورية، فإن غالبية الأحزاب الديمقراطية لم تكن في خطر في الانتخابات التي جرت في بروسيا حتى 1932. حقق البروسي الشرقي أوتو براون، الذي يعتبر حتى اليوم واحدا من أمهر السياسيين الاشتراكيين في جمهورية فايمار والذي حكم من عام 1920 إلى 1932 بدون انقطاع تقريبا، مع وزير داخليته كارل زيفرينغ العديد من الإصلاحات الريادية التي أصبحت لاحقا مثابة للجمهورية الاتحادية. شملت هذه الإصلاحات إجراءات حجب الثقة البناءة، التي لا تسمح بإسقاط رئيس الحكومة إلا إذا كان ذلك يترافق في الوقت نفسه مع انتخاب رئيس وزراء جديد. أمكن بهذه الطريقة لحكومة الولاية البروسية البقاء في موقعها طالما لم تتحق أغلبية إيجابية في اللاندتاغ، أي أغلبية لأحزاب المعارضة التي تنوي حقا التعاون فيما بينها لتأليف حكومة جديدة.
لم تجلب انتخابات 24 نيسان 1932 غالبية إيجابية، لكنها أعطت الحزب الشيوعي الألماني وحزب العمال القومي الاجتماعي الألماني المتطرفان عددا من المقاعد أكبر من جميع الأطراف الأخرى سويا (انظر الجدول أدناه). لم يتحقق أي ائتلاف قابل للحكم في مجلس النواب، لذلك ظلت الحكومة السابقة في منصبها كحكومة تصريف أعمال. فأعطى هذا الوضع مستشار الرايخ فرانتس فون بابن، فرصة القيام بما سمي «ضربة بروسيا». وبهذا الانقلاب خلعت الحكومة الامبراطورية بموجب مرسوم 20 تموز 1932 الحكومة الإقليمية في بروسيا بذريعة فقدانها السيطرة على النظام العام في بروسيا واستلم فون بابن بنفسه كمفوض للرايخ، السلطة في جمهورية بروسيا وسط ترحيب الجزء الأكبر من جهاز الدولة. وهكذا اسقطت أهم الحكومات الديمقراطية في الرايخ الألماني. سهلت «ضربة بروسيا» في وقت لاحق استيلاء أدولف هتلر على السلطة بعد نصف عام، حيث اتيحت له أدوات السلطة التابعة للحكومة البروسية منذ البداية، لا سيما جهاز الشرطة.

### انتخابات
| سنة                                                           |                                                        | 1919 | 1919  | 1921 | 1921  | 1924 | 1924  | 1928 | 1928  | 1932 | 1932  | 1933 | 1933  |
| ------------------------------------------------------------- | ------------------------------------------------------ | ---- | ----- | ---- | ----- | ---- | ----- | ---- | ----- | ---- | ----- | ---- | ----- |
| الاختصار بالألمانية                                           | اسم الحزب                                              | %    | مقاعد | %    | مقاعد | %    | مقاعد | %    | مقاعد | %    | مقاعد | %    | مقاعد |
| SPD                                                           | الحزب الديمقراطي الاجتماعي الألماني                    | 36,4 | 145   | 25,9 | 109   | 24,9 | 114   | 29,0 | 137   | 21,2 | 94    | 16,6 | 80    |
| Zentrum                                                       | حزب الوسط الألماني                                     | 22,3 | 94    | 17,9 | 76    | 17,6 | 81    | 15,2 | 71    | 15,3 | 67    | 14,1 | 68    |
| DDP/DStP                                                      | الحزب الديمقراطي الألماني                              | 16,2 | 65    | 5,9  | 26    | 5,9  | 27    | 4,4  | 21    | 1,5  | 2     | 0,7  | 3     |
| DNVP                                                          | حزب الشعب القومي الألماني                              | 11,2 | 48    | 18,0 | 76    | 23,7 | 109   | 17,4 | 82    | 6,9  | 31    | 8,9  | 43    |
| USPD                                                          | الحزب الديمقراطي الاجتماعي الألماني المستقل            | 7,4  | 24    | 6,4  | 27    |      |       |      |       |      |       |      |       |
| DVP                                                           | حزب الشعب الألماني                                     | 5,7  | 23    | 14,0 | 59    | 9,8  | 45    | 8,5  | 40    | 1,5  | 7     | 1,0  | 3     |
| DHP                                                           | الحزب الألماني الهانوفري                               | 0,5  | 2     | 2,4  | 11    | 1,4  | 6     | 1,0  | 4     | 0,3  | 1     | 0,2  | 2     |
| SHBLD                                                         | ديمقراطية الفلاحين والمزارعين الشليسفيغية والهولشتانية | 0,4  | 1     |      |       |      |       |      |       |      |       |      |       |
| KPD                                                           | الحزب الشيوعي الألماني                                 |      |       | 7,5  | 31    | 9,6  | 44    | 11,9 | 56    | 12,3 | 57    | 13,2 | 63    |
| WP                                                            | حزب الرايخ للطبقة الوسطى                               |      |       | 1,2  | 4     | 2,4  | 11    | 4,5  | 21    |      |       |      |       |
| Polen                                                         | الحزب البولوني                                         |      |       | 0,4  | 2     | 0,4  | 2     |      |       |      |       |      |       |
| NSFP                                                          | الحزب القومي الاجتماعي الحر                            |      |       |      |       | 2,5  | 11    |      |       |      |       |      |       |
| NSDAP                                                         | حزب العمال القومي الاجتماعي الألماني                   |      |       |      |       |      |       | 1,8  | 6     | 36,3 | 162   | 43,2 | 211   |
| CNBL                                                          | حزب الفلاحين والريفيين القومي المسيحي                  |      |       |      |       |      |       | 1,5  | 8     |      |       |      |       |
| VRP                                                           | حزب الرايخ للعدالة والتنمية                            |      |       |      |       |      |       | 1,2  | 2     |      |       |      |       |
| DVFP                                                          | الحزب الألماني الشعبي الحر                             |      |       |      |       |      |       | 1,1  | 2     |      |       |      |       |
| CSVD                                                          | خدمة الشعب الاجتماعية المسيحية                         |      |       |      |       |      |       |      |       | 1,2  | 2     | 0,9  | 3     |
| ما ينقص ال 100 % يعود إلى الاحزاب غير الممثلة في مجلس النواب. |                                                        |      |       |      |       |      |       |      |       |      |       |      |       |

## القومية الاجتماعية ونهاية بروسيا: (1933 - 1947)

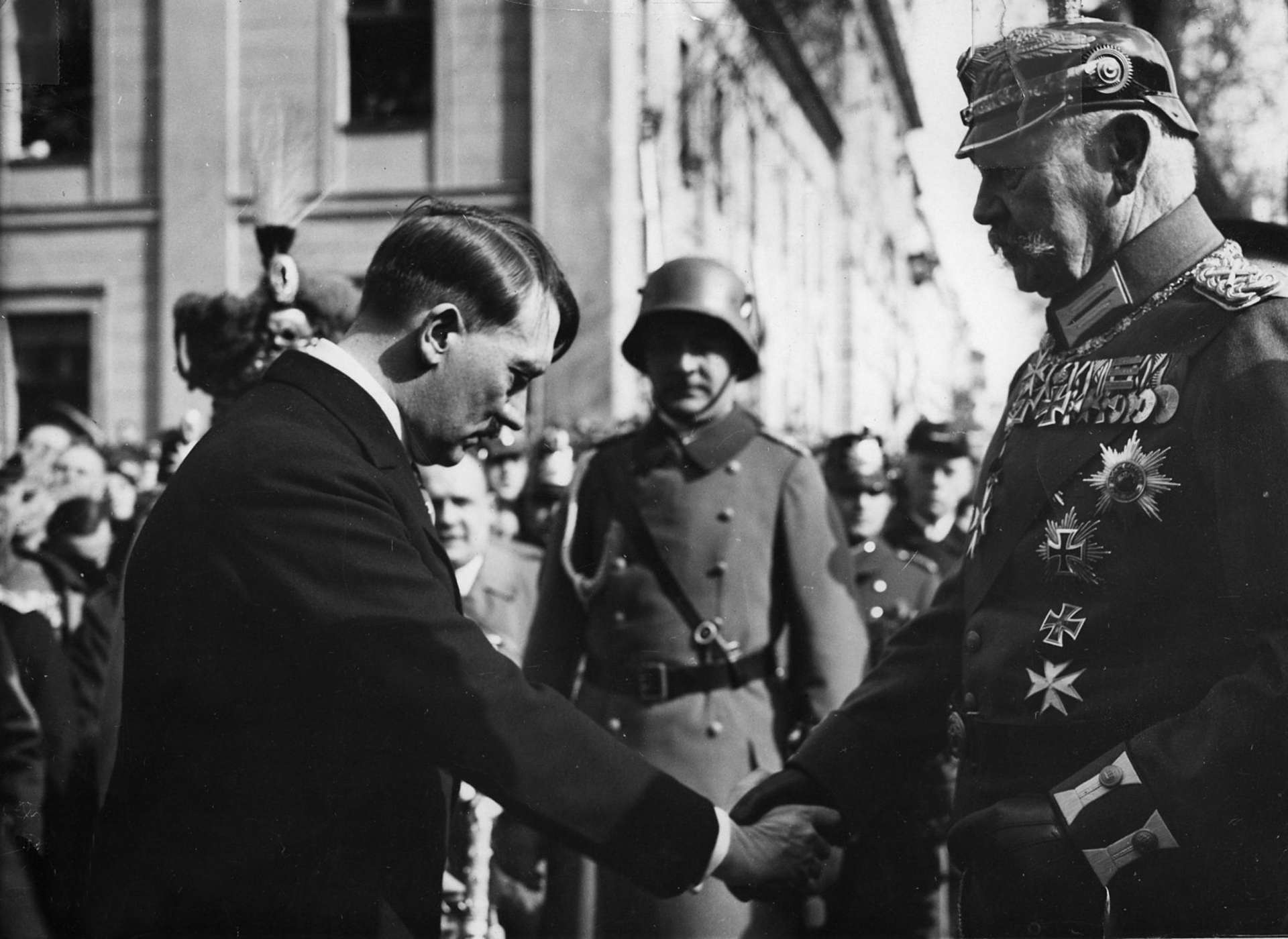
المستشار المنتخب هتلر مصافحا رئيس الرايخ هيندنبرغ في يوم بوتسدام.

أصبح هيرمان غورينغ مفوضاً للرايخ لدى وزارة الداخلية البروسية بعد تعيين هتلر مستشارا للرايخ. وبهذا امتلك النازيون لدى استيلاءهم على الحكم، سلطة حكومة الولاية البروسية التنفيذية. وأقيم ما يسمى يوم بوتسدام بعد أسابيع قليلة في 21 آذار 1933، حين افتتحت أولى جلسات الرايخستاغ المنتخب حديثا في 5 آذار بحضور رئيس الرايخ باول فون هيندنبورغ وبشكل ذي مغزى في كنيسة حامية بوتسدام، التي تحوي مدافن الملوك البروسيين. هدف الحدث الدعاية الذي احتفل فيه هتلر والحزب النازي «بزواج بروسيا القديمة من ألمانيا الفتية» لكسب ود الملكيين البروسيين والقوميين الألمان للدولة النازية ولحمل المحافظين في الرايخستاغ على الموافقة على قانون التمكين (بالألمانية: Ermächtigungsgesetz) المقرر طرحه بعد يومين للتصويت.
أضعفت بروسيا وسائر الولايات الألمانية في الدولة النازية بدءا من سنة 1933. لم تحل الولايات رسميا بفعل القانون المتعلق بإعادة تنظيم الرايخ في 30 كانون الثاني 1934 وقانون حكام الرايخ في 30 كانون الثاني 1935 لكنهما سلبا منهم سلطة الحكم الذاتي. فإديرت حكومات الولايات من قبل حكام الرايخ الذين كان يعينهم مستشار الرايخ. نالت التصنيفات الإقليمية الحزبية (بالألمانية: Gau) في موازاة ذلك أهمية متزايدة، وكان مديرها يعين بدوره من قبل القائد (بالألمانية: Führer) ومستشار الرايخ (بالألمانية: Reichskanzler)، الذي كان أيضا رئيس الحزب النازي. وتمادت هذه السياسة المناهضة للفيدرالية لأبعد من ذلك في بروسيا حيث دمجت جميع الوزارات الإقليمية تقريبا بالوزارات الامبراطورية المعنية منذ عام 1934. ولم تبق إلا وزارة المالية البروسية، وإدارة الأرشيف وعدد من سلطات البلد الأخرى التي ظلت مستقلة حتى عام 1945. وأصبح حاكم الرايخ في بروسيا رسميا أدولف هتلر نفسه. غير أن هيرمان غورينغ مارس صلاحياته كرئيس للحكومة البروسية.
لم تتغير مساحة بروسيا بقدر لا يكاد يذكر من 1933 حتى 1945. ولكن حدثت تغييرات صغيرة في بعض المناطق في أعقاب قانون هامبورغ الكبرى. ثم توسعت بروسيا في 1 أبريل 1937، في جملة أمور، لتضم مدينة الهانزه الحرة لوبيك. لم تُضم المناطق البولونية التي احتلت خلال الحرب العالمية الثانية إلى المناطق المجاورة للبروسيا رغم أنها كانت بروسية في السابق، بل الحقت بالتصنيفات الحزبية النازية الإقليمية.
كفت بروسيا عام 1945 نهائيا وبحكم الأمر الواقع عن الوجود مع نهاية الهيمنة النازية، وتقسيم ألمانيا إلى مناطق الاحتلال، والتنازل الفعلي عن لجميع الأراضي الواقعة شرقي أنهار أودر ونايسه في إقليم لاوزتس للإدارة السوفياتية والبولندية. لكنها ظلت موجودة قانونيا بمقاطعاتها إلى جانب الولايات التي شكلت حديثا، لحين حلها في 25 فبراير 1947. وانتزعت بعض المناطق من بلاد بروسيا من أجل تشكيل ولايات جديدة، حيث تقرر رسميا عبر قانون مجلس قيادة الحلفاء رقم 46 حل ما تبقى من الدولة البروسية، على أساس أنها كانت «مرتعا للعسكرية والرجعية في ألمانيا»، وبالتالي تحميلها مسؤولية الحرب العالمية الأولى والحرب العالمية الثانية، وورد في بيان المجلس:
| بروسيا                               | إن دولة بروسيا التي كانت دائما مرتعا للعسكرية والرجعية في ألمانيا لم يعد لها وجود في الواقع. إن مجلس القيادة، وبما يعكس المصلحة في الحفاظ على السلم والأمن للشعوب، وتلبية للرغبة في ضمان استعادة الحياة السياسية في ألمانيا على أساس ديمقراطي، يعتمد القانون الآتي : المادة 1 : تحل دولة بروسيا، وحكومتها المركزية وجميع السلطات الخاضعة لها. | بروسيا |
| — مجلس قيادة الحلفاء في 25 شباط 1947 | |        |

تجاهل منطق مجلس القيادة هذا، التقاليد الدستورية للبلاد وكذلك حقيقة أن بروسيا كانت حصنا للديمقراطية في جمهورية فايمار ولغاية «ضربة بروسيا»، والدور البارز الذي قامت به النخبة البروسية (كشتاوفنبرغ مثلا) في المقاومة.
كانت قد أُتم تشكيل ولايات جديدة في كافة الأراضي الألمانية الغربية المحتلة في الوقت الذي حلت فيه بروسيا. وحصلت أقاليم سكسونيا - أنهالت وبراندنبورغ في المناطق الشرقية المحتلة سوفياتياً على مرتبة الولاية رغم أنهما لم تكونا مقاطعتين رسميتين في بروسيا.

## إرث بروسيا في الحاضر
لا تزال جوانب عديدة من الإرث البروسي حية على الرغم من حل الدولة البروسية السياسي في عام 1947 وذلك في كثير من جوانب الحياة اليومية أو الثقافية أو الرياضية وحتى في الأسماء المتداولة. وتعطي المجالات التالية مثالا لتأثير بروسيا على ألمانيا:
الاتحاد

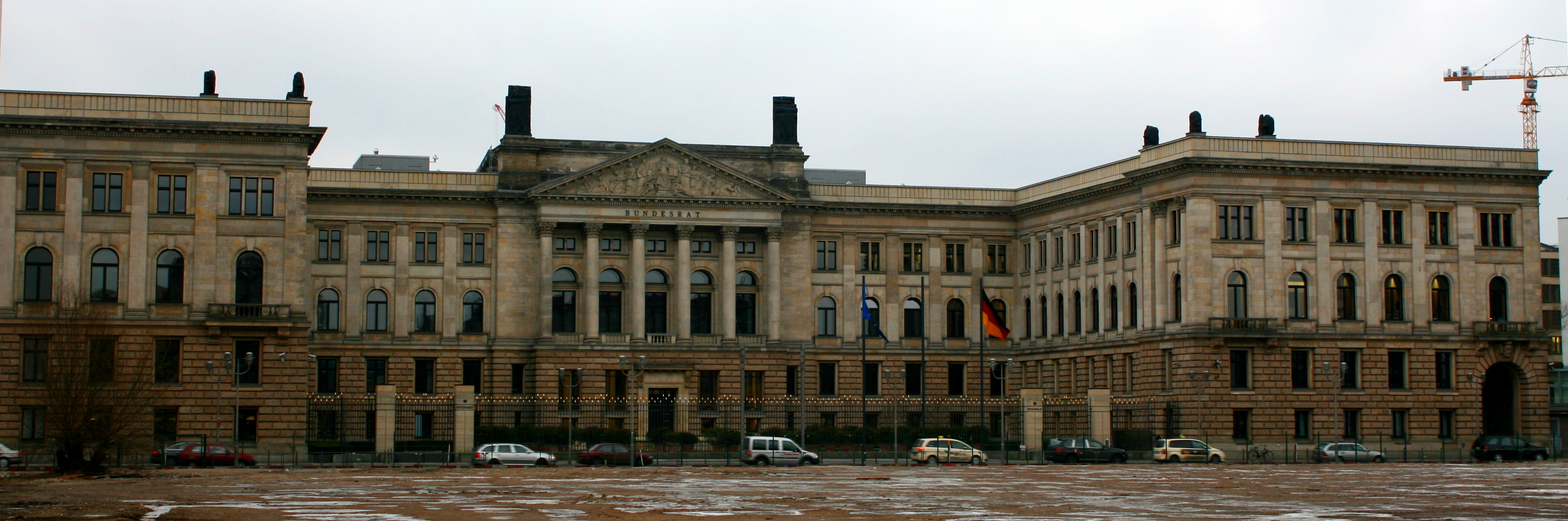
القصر الرئاسي البروسي، مقر المجلس الاتحادي الألماني.

- أصبحت برلين باعتبارها عاصمة لدولة بروسيا عام 1871 عاصمة الامبراطورية الألمانية أيضا، وبناء على هذا التقليد أيضا في عام 1990 العاصمة الاتحادية لألمانيا. واتخذت العديد من المؤسسات الاتحادية مراكز لها في المباني والمؤسسات البروسية السابقة، كما المجلس الاتحادي في القصر الرئاسي البروسية.
- وسام الحرب البروسي «الصليب الحديدي» بشكله المعدل هو رمز الجيش الاتحادي الألماني.
- يستند انسحاب النمسا من رابطة الدولة الألمانية في أعقاب تأسيس الدولة القومية الألمانية من 1871 على السياسة البروسية. فقد كان الحل الألماني الأصغر «حلا بروسيا أكبر» (بحسب أوغست بيبل).

الولايات
- سكسونيا - إنها الولاية الوحيدة حاليا التي يتضمن شعارها العقاب البروسي.[65] وبالإضافة إلى ذلك يتضمن الشعار الكبير لبادن - فورتمبرغ شعار أسرة الهوهنتسلرن.[66]
- يشكل نموذج الحكومة والإدارة البروسية مثابة قوية لمجموعة متنوعة من المؤسسات السياسية على الصعيد الإقليمي، مثل منصب رئيس الوزراء، والمحافظات، والمديريات الريفية، والأقضية والروابط الإقليمية (روابط المقاطعات سابقا).

الجمعيات الكنسية

قصر شارلوتنبورغ، سنة 2007.

- انبثق اتحاد الكنائس الإنجيلية من الكنيسة الإنجيلية للاتحاد، وهي اتحاد للكنائس الإنجيلية البروسية القديمة التي كانت أقاليمها موجودة ضمن الأراضي البروسية قبل عام 1866.

الثقافة
- تضم مؤسسة التراث الثقافي البروسي واحدة من أكبر مجموعة مقتنيات وأكثرها شمولية في العالم.[67]
- تدير مؤسسة القصور والحدائق البروسية في برلين وبراندنبورغ (SPSG) أكثر من 20 قلعة وحديقة من العهد البروسي وأجزاء واسعة من الإرث الثقافي العالمي المتمثل بقصور بوتسدام وقصر شارلوتنبورغ.[68]
- تقدم مؤسسة التجارة البحرية البروسية منح لكتاب من شرق أوروبا، وتدعم مشاريع البحوث ونشر الكتب، وتقدم دعم شراء لمتاحف برلين وتمنح جائزة مسرح برلين سنويا.

الرياضة
- تحمل العديد من الأندية الرياضية الألمانية اسم بروسيا بالصيغة الألمانية، مثل برويسن مونستر،[69] وبي اف سي برويسن.
- كذلك تستخدم الصيغة اللاتينية في بعض أسماء الأندية مثل بروسيا دورتموند (باللاتينية: Borussia Dortmund) أو بروسيا مونشنغلادباخ.
- علاوة على ذلك، فإن لباس الفريق القومي الألماني لكرة القدم يتألف من اللونين البروسيين الأبيض والأسود.

أسماء أماكن
- مدينة برويسيش ألدندورف في قضاء ميندن - لوبكه
- بلدة برويسيش شتروهن (من أحياء مدينة رادن) في قضاء ميندن - لوبكه
- محطة برويسن للقطارات في لونن قرب دورتموند

جمعيات طالبية
| - الفريق القطري بروسيا برلين - فريق بوروسيا بون | - فريق بوروسيا توبينغن - الفريق القطري بروسونيا وهو الفريق السابق للفريق القطري بروسيا برلين |

## ميزات

### دولة بروسيا في المقارنة
يرتبط أمر غير طبيعي بنشوء الدولة البروسية، مقارنة مع دول أوروبية أخرى مثل فرنسا أو إنكلترا. إذ لم تكن الدولة، التي تأسست عام 1701، تمثل نتيجة لنمو ثقافي أو خلاصة لتطور تاريخي لشعب ما. افتقدت بروسيا الحوافز الطبيعية الهامة لعملية بناء الأمة، وهي تنظيم ودمج (تآزر) مناطق متصلة جغرافياً، حيث كانت الأراضي منتشرة بشكل متفرق وعلى نطاق واسع. فكانت الدولة البروسية نتاج إرادة قوة عدد صغير من الرجال الطموحين فقط.
وحسب الأطروحة فأن الدول الأخرى النامية بصورة طبيعية، تكيّف نفسها بما يتناسب مع احتياجات المجتمع. ولكن بالمقابل في بروسيا شكّلت الدولة المجتمع وفقا لاحتياجاتها، حيث كانت الظروف الملائمة لقيام الدولة مفقودة تماما. فكانت النتيجة جهاز شبه مثالي للسلطة غير مسبوق في التاريخ. تفوق من خلال القوة والقدرة التنظيمية على جيرانه لعدة قرون، وأسس بالتالي لنجاح نموذج الدولة البروسية. كان إنشاء الامبراطورية الألمانية في 18 كانون الثاني 1871، محاولة لنقل النموذج البروسي إلى بقية ألمانيا. لكن هذه المحاولة أثبتت فشلها وانتهت أخيرا بسقوط بروسيا والامبراطورية الألمانية الحديثة المنشأ.

### الروح البروسية
يقوم نموذج الدولة البروسية شكلاً معيناً من القيم الأخلاقية تعرف بشكل عام باسم الروح البروسية التي دخلت أيضاً في تكوين بعض الاساطير عن بروسيا. ترتبط صور نمطية ببروسيا عن الفضائل البروسية المتأثرة بالقيم البروتستانتية (الأسر الكالفينية الحاكمة) كقيم مثل الموثوقية، والادخار، والتواضع، والصدق، والمثابرة والتسامح من جهة. في حين تشير الصورة النمطية المعاكسة إلى النزعة العسكرية، والتسلط والامبريالية العدوانية وإلى سياسة رجعية متجذرة في مناهضة الديمقراطية. رغم أن بروسيا خاضت حروبا أقل من فرنسا أو بريطانيا على سبيل المثال. صورة بروسيا اليوم في العلوم التاريخية هي أكثر تنوعا بكثير مما قد توحيا به هاتين الصورتين النمطيتين، بل يشار هنا إلى التطور التاريخي الطويل والمعقد لهذه الدولة.
| بروسيا                                                          | "كانت بروسيا والنازية في تباين مطلق. إذ أن بروسيا مثلت سيادة الدولة وفكرة أن على الدولة أن تتبنى مصالح المجتمع المدني بأكمله. الأمر الذي لم يكن بالامكان تصوره لدى النازيين الذين كانوا يطمحون إلى انشاء كيان عنصري قومي مكان الدولة.… كانت نظرية الدرب الألماني- البروسي المتميز مثمرة، لأنها أشغلت بها أكثر العقول ذكاء. لقد حققت غرضا تربويا شعبيا، إذ سمحت لوضع مجالات مختلفة مثيرة للنقاش خارج مفهوم بروسيا مع النازية سويا، مثل النزعة العسكرية، والطاعة العمياء، وعبادة الحاكم. الأمر الذي سهل نشأة الجمهورية الاتحادية الليبرالية. ولكن حان الآن الوقت لمواجهة مسائل أخرى، وإفساح المجال لوجهات نظر جديدة" | بروسيا |
| — المؤرخ الأسترالي كرستوفر كلارك في حوار مع در شبيغل 21 آب 2007 | |        |

### رموز الدولة
- لونا دولة بروسيا الأسود والأبيض موجودان من قبل في شعار أسرة الهوهنتسلرن.
- العقاب الأسود هو الحيوان الرمزي في بروسيا.[74][75][76]
- شعار بروسيا منذ زمن الإصلاحات هو باللاتينية:Suum cuique - لكل ما له.[77] ويقابله من حيث المغزى بالعربية، من القرآن الكريم: ﴿لاَ يُكَلِّفُ اللَّهُ نَفْسًا إِلاَّ وُسْعَهَا لَهَا مَا كَسَبَتْ وَعَلَيْهَا مَا اكْتَسَبَتْ﴾.

## الجغرافيا والسكان

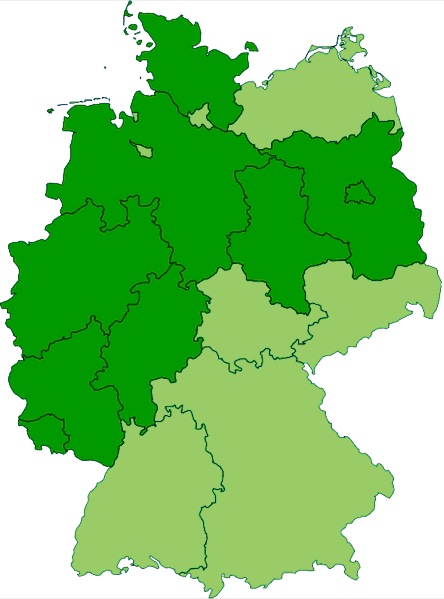
خريطة لولايات ألمانيا الحالية، والتي كانت تدخل كليّا أو جزئيّا في مملكة بروسيا (اللون الأخضر الداكن).

نشأت بروسيا في بادئ الأمر كإقيلم، في المنطقة التي أصبحت تُعرف لاحقا باسم «بروسيا الشرقية»، المقسمة اليوم بين محافظة فارمينسكو-مازورسكي في بولندة، مكتنف كالينينغراد أوبلاست في روسيا، ومنطقة كلايبيدا في لتوانيا. كانت بروسيا في الأصل أوسع من هذا، ولكنها تقلصت بسبب بروز دول جديدة مجاورة مثل ماسوفيا وبولندة. إن مقاطعات سودوفيا ويوتفينغيا البروسية أصلا، تم الاستيلاء عليها لاحقا ووزعت بين بولندة، ليتوانيا، بيلاروسيا، وغيرها من الدول.
سكن المنطقة البروسيون القدماء البلطيقيون، الذين اعتنقوا الدين المسيحي، في بادئ الأمر، ومن ثم أصبحت المنطقة مركز استقطاب للمهاجرين الألمان (البروتستنتيون لاحقا)، بالإضافة للبولنديين والليتوانيين الذين قطنوا المناطق الحدودية.
كانت المنطقة التي وجدت فيها مملكة بروسيا، قبل أنحلالها، تشمل «بروسيا التامة» (بروسيا الغربية والشرقية)، براندنبورغ، مقاطعة سكسونيا (التي تشمل معظم أنحاء ولاية سكسونيا-أنهالت وأجزاء من ولاية تورنغن في ألمانيا)، بوميرانيا، راينلاند، وستفاليا، سيليسيا (باستثناء سيليسيا التشيكية)، لوساتيا، شليسفيش هولشتاين، هانوفر، هيس-ناسو، ومنطقة صغيرة منفصلة في هوهنتسلرن، أي الموطن التاريخي للأسرة الحاكمة البروسية.

### ديمغرافيا
بلغ عدد سكان بروسيا عام 1871، 24.69 مليونا، وبالتالي فقد كانوا يشكلون 60% من سكان الإمبراطورية الألمانية، وبحلول عام 1910 كانت النسبة قد ارتفعت لتصل إلى 40.17 مليون نسمة، أي 62% من سكان الإمبراطورية. بلغت مساحة بروسيا عام 1914 354,490 كم²، وفي أيار 1939 وصلت مساحة الدولة إلى 297,007 كم²، وبلغ عدد سكانها 41,915,040 نسمة. كانت إمارة نيونبورغ، التي أصبحت تعرف حاليّا بكانتون نيوشاتل في سويسرا، جزءًا من المملكة البروسية من عام 1707 حتى 1848.
سكن بروسيا الملايين من الكاثوليك، على الرغم من أن أكثرية السكان كانوا يتبعون المذهب البروتستانتي، وكذلك وجد فيها العديد من الأقليات، وبشكل خاص البولنديون. ففي منطقة مازورن الجنوبية في بروسيا الشرقية كان أغلبية السكان، إن لم يكن جميعهم يتبعون المذهب البروتستانتي، وكان هناك مجموعة لا يُستهان بها من الكاثوليك الرومانيون في راينلاند ووستفاليا، وكذلك في إيرملاند، سيليزيا، ومحافظة بوسن. كانت مملكة بروسيا قد اكتسبت هذه المناطق من دول ذات أغلبية كاثوليكية رومانية وهي مملكة بولندة والإمبراطورية النمساوية.
كان هناك قرابة 2.4 مليون بولندي عام 1871 يعيشون في بروسيا، وبهذا فقد كانوا أكبر الأقليات، التي شملت بالإضافة إليهم: الدنماركيون، الفريزيون، الكشوبيون (بلغ تعدادهم 72,500 نسمة عام 1905)، المازوريون (بلغوا 248,000 نسمة عام 1905)، الليتوانيون (101,500 نسمة عام 1905)، الوالونيون، التشيكيون، والصرب.
تحولت المنطقة، التي تُعتبر الموطن الأم للأمة البولندية، والتي كانت تتبع دولة «بولندة الكبرى»، إلى مقاطعة بوزن بعد تقسيم بولندة، وفي هذه المنطقة ذات الأغلبية البولندية (62% بولنديون، 38% ألمان) كان السكان يرفضون الحكم الألماني لهم، وكذلك كان الحال في القسم الجنوبي من سيليزيا (سيليزيا العليا). تظهر الوثائق أن الكاثوليك، البولنديون وغيرهم من السلاف، بالإضافة لليهود، لم يكونوا يحظوا برتب وأوضاع اجتماعية مماثلة لتلك التي كان يتمتع بها البروتستنتيون.
تمّ منح المنطقتين السابقتين إلى الجمهورية البولندية الثانية، وفقا لمعاهدة فرساي عام 1919، وكذلك بضعة مناطق أخرى ذات أغلبية ألمانية في مقاطعة بروسيا الغربية. وبعد الحرب العالمية الثانية تمّ اقتسام بروسيا الشرقية، سيليزيا، معظم بوميرانيا، وجزء من براندنبورغ، بين الإتحاد السوفياتي وبولندة.